# Luis Tejada
Luis Carlos Tejada Hansell (28. března 1982 Panamá – 28. ledna 2024) byl panamský fotbalový útočník.
S panamskou reprezentací se zúčastnil Gold Cupu 2005, 2007, 2009, 2011 a 2015, Copa América 2016, Středoamerického poháru 2007 a 2014 a Mistrovství světa ve fotbale 2018.
Zemřel v jednačtyřiceti letech při rekreačním fotbale ve svém bydlišti, patrně na infarkt myokardu.